# ウィリアム・ハイセ
ウィリアム・ハイセ（William Heise、1847年8月 - 1910年2月14日）は、アメリカ合衆国の撮影監督。ドイツ出身。
詳しい出生地、没地は不明。
現在は『M・アーウィンとJ・C・ライスの接吻』の監督をしたことで最もよく知られている。
ウィリアム・K・L・ディクソンと協力し、多くの初期の短編映画を製作した。特に日常生活、スポーツの様子などを映したものが知られる。

## 作品
- M・アーウィンとJ・C・ライスの接吻
- メアリー女王の処刑